# Puchar Świata Juniorów w saneczkarstwie (tory naturalne) 2021/2022
Sezon 2021/2022 Pucharu Świata Juniorów w saneczkarstwie na torach naturalnych – 8. sezon w historii Pucharu Świata Juniorów w saneczkarstwie na torach naturalnych rozpoczął się 30 grudnia 2021 roku w austriackiej miejscowości Obdach-Winterleiten. Ostatnie zawody z tego cyklu zostały rozegrane 30 stycznia 2022 roku na torze w Umhausen. Rozegrane zostały cztery konkursy w czterech miejscowościach.
Podczas sezonu 2021/2022 odbyła się jedna ważna impreza w randze juniorów. To Mistrzostwa Świata Juniorów, które zostały rozegrane na torze we włoskim Jaufental.
W klasyfikacji kobiet najlepsza była Austriaczka Riccarda Rütz, u mężczyzn wygrał Włoch Daniel Gruber, a w dwójkach tytuł obronili Włosi Anton Gruber Genetti i Hannes Unterholzner.

## Kalendarz zawodów Pucharu Świata
| Lp.                                     | Data                | Miejscowość         | Konkurencja      | 1 miejsce                                         | 2 miejsce                                   | 3 miejsce                                  |
| --------------------------------------- | ------------------- | ------------------- | ---------------- | ------------------------------------------------- | ------------------------------------------- | ------------------------------------------ |
| 1. PŚ                                   | 30-31 grudnia 2021  | Obdach-Winterleiten | Jedynki kobiet   | Sarah Schiller                                    | Riccarda Rütz                               | Jenny Castiglioni                          |
| 1. PŚ                                   | 30-31 grudnia 2021  | Obdach-Winterleiten | Jedynki mężczyzn | Daniel Gruber                                     | Fabian Brunner                              | Sebastian Feldhammer                       |
| 1. PŚ                                   | 30-31 grudnia 2021  | Obdach-Winterleiten | Dwójki mężczyzn  | Włochy Anton Gruber Genetti · Hannes Unterholzner | Słowacja Peter Neupauer · Dominik Neupauer  | Słowacja Gabriel Halcin · Samuel Halcin    |
| 2. PŚ                                   | 5-6 stycznia 2022   | Latzfons            | Jedynki kobiet   | Riccarda Rütz                                     | Ivonne Müller                               | Michelle Schnepfleitner                    |
| 2. PŚ                                   | 5-6 stycznia 2022   | Latzfons            | Jedynki mężczyzn | Daniel Gruber                                     | Alex Oberhofer                              | Miguel Brugger                             |
| 2. PŚ                                   | 5-6 stycznia 2022   | Latzfons            | Dwójki mężczyzn  | Włochy Anton Gruber Genetti · Hannes Unterholzner | Włochy Alex Oberhofer · Andreas Hofer       | Słowacja Peter Neupauer · Dominik Neupauer |
| 3. PŚ                                   | 22-23 stycznia 2022 | Navis               | Jedynki kobiet   | Riccarda Rütz                                     | Sarah Schiller                              | Ivonne Müller                              |
| 3. PŚ                                   | 22-23 stycznia 2022 | Navis               | Jedynki mężczyzn | Daniel Gruber                                     | Sebastian Feldhammer                        | Fabian Brunner                             |
| 3. PŚ                                   | 22-23 stycznia 2022 | Navis               | Dwójki mężczyzn  | Włochy Anton Gruber Genetti · Hannes Unterholzner | Rosja Aleksandr Bashko · Aleksander Kalitov | Słowenia Matevz Vertelj · Vid Kralj        |
| 4. PŚ                                   | 29-30 stycznia 2022 | Umhausen            | Jedynki kobiet   | Katharina Hofer                                   | Riccarda Rütz                               | Sarah Schiller                             |
| 4. PŚ                                   | 29-30 stycznia 2022 | Umhausen            | Jedynki mężczyzn | Fabian Brunner                                    | Miguel Brugger                              | Daniel Gruber                              |
| 4. PŚ                                   | 29-30 stycznia 2022 | Umhausen            | Dwójki mężczyzn  | Włochy Anton Gruber Genetti · Hannes Unterholzner | Włochy Alex Oberhofer · Andreas Hofer       | Słowacja Peter Neupauer · Dominik Neupauer |
| Mistrzostwa Świata Juniorów – Jaufental |                     |                     |                  |                                                   |                                             |                                            |

## Klasyfikacje

### Jedynki kobiet
| 1.    | Riccarda Rütz        | Austria | 2.  | 1.  | 1.  | 2. | 370 |
| 2.    | Ivonne Müller        | Włochy  | 5.  | 2.  | 3.  | 5. | 265 |
| 3.    | Sarah Schiller       | Niemcy  | 1.  | -   | 2.  | 3. | 255 |
| 4.    | Jenny Castiglioni    | Włochy  | 3.  | 4.  | 4.  | 4. | 250 |
| 5.    | Naomi Thöni          | Austria | 7.  | 6.  | 9.  | 9. | 174 |
| 6.    | Jewgienija Fiedorowa | Rosja   | 13. | 5.  | 7.  | 8. | 173 |
| . . . |                      |         |     |     |     |    |     |
| 19.   | Paulina Lipińska     | Polska  | 18. | 16. | 14. | -  | 76  |
| --    | Julia Stańczak       | Polska  | dnf | -   | -   | -  | 0   |
| --    | Oliwia Sauvageot     | Polska  | dnf | -   | -   | -  | 0   |

### Jedynki mężczyzn
| 1.    | Daniel Gruber        | Włochy  | 1.  | 1.  | 1. | 3. | 370 |
| 2.    | Fabian Brunner       | Włochy  | 2.  | 5.  | 3. | 1. | 310 |
| 3.    | Miguel Brugger       | Austria | 4.  | 3.  | 4. | 2. | 275 |
| 4.    | Sebastian Feldhammer | Austria | 3.  | 7.  | 2. | 4. | 261 |
| 5.    | Anton Gruber Genetti | Włochy  | 6.  | 4.  | 4. | 7. | 206 |
| 6.    | Hannes Unterholzner  | Włochy  | 7.  | 6.  | 5. | 6. | 201 |
| . . . |                      |         |     |     |    |    |     |
| 45.   | Adrian Machnik       | Polska  | 41. | dns | -  | -  | 6   |

### Dwójki
| Miejsce | Zawodniczka                              | Reprezentacja | OBD | LAT | NAV | UMH | Punkty |
| ------- | ---------------------------------------- | ------------- | --- | --- | --- | --- | ------ |
| 1.      | Anton Gruber Genetti Hannes Unterholzner | Włochy        | 1.  | 1.  | 1.  | 1.  | 400    |
| 2.      | Peter Neupauer Dominik Neupauer          | Słowacja      | 2.  | 3.  | 5.  | 3.  | 280    |
| 3.      | Matevs Vertelj Vid Kralj                 | Słowenia      | 4.  | 4.  | 3.  | 6.  | 240    |
| 4.      | Gabriel Halcin Samuel Halcin             | Słowacja      | 3.  | 6.  | 6.  | 7.  | 216    |
| 5.      | Alex Oberhofer Andreas Hofer             | Włochy        | -   | 2.  | -   | 2.  | 170    |
| 6.      | Aleksandr Baszko Aleksandr Kalitov       | Rosja         | -   | -   | 2.  | 5.  | 140    |